# Bukoš (Suva Reka)
Pour les articles homonymes, voir Bukoš.
Bukosh en albanais et Bukoš en serbe latin (en serbe cyrillique : Букош) est une localité du Kosovo située dans la commune/municipalité de Theranda/Suva Reka et dans le district de Prizren/Prizren. Selon le recensement de 2011, elle compte 1 195 habitants, tous Albanais.

## Démographie

### Évolution historique de la population dans la localité
| 1948 | 1953 | 1961 | 1971 | 1981  | 1991  | 2011  |
| ---- | ---- | ---- | ---- | ----- | ----- | ----- |
| 375  | 445  | 460  | 767  | 1 004 | 1 030 | 1 195 |

|  |